# Documentação de software
A documentação de software ou documentação do código fonte, é um texto escrito que acompanha o software e geralmente explica como utilizá-lo. O termo pode significar coisas diferentes para pessoas de várias funções . Os textos podem acompanhar uma função, uma classe, um simples trecho ou módulo, ou consistirem num conjunto de manuais gerais e técnicos, e além de diagramas explicando o funcionamento do programa como um todo ou cada parte dele.
A documentação de software pode auxiliar usuários e programadores sobre as rotinas que estão contidas no software facilitando o uso e o desenvolvimento para futuras evoluções.
Uma documentação detalhada facilita a percepção de inúmeros benefícios, está se tornando comum a documentação em um formato mais visual, similar ao de um site/portal, organizando a documentação por grupos, ou uma hierarquia de menus, com busca por palavra chave, e links de testes unitários, etc, isso auxilia os desenvolvedores sendo uma ótima fonte de consulta rápida para padronização do código.
Uma documentação pode ser estática ou "orgânica", Orgânica no sentido em que acompanha a própria evolução do código de forma integrada, dessa forma, a função ou um objeto pode ser  documento antes mesmos de ser 100% codificado, isso organiza as ideias e otimiza retrabalho.
Uma código bem documentado tem menos chance de vir a dar problema no futuro, compensando em muito o tempo gasto no detalhamento da documentação.